# Батлер (округ, Алабама)
Шаблон:StateAbbr_ 31°44′58″ пн. ш. 86°40′56″ зх. д. / 31.749444444444° пн. ш. 86.682222222222° зх. д.
Батлер (англ. Butler County) — округ (графство) у штаті Алабама США. Ідентифікатор округу 01013.

## Історія
Округ утворений 1819 року.

## Демографія
За даними перепису
2000 року
загальне населення округу становило 21399 осіб, зокрема міського населення було 5388, а сільського — 16011.
Серед них чоловіків — 10019, а жінок — 11380. В окрузі було 8398 господарств, 5872 родин, які мешкали в 9957 будинках.
Середній розмір родини становив 3,06.
Віковий розподіл населення поданий у таблиці:
| Стать    | До 15 років | 15-21 | 22-29 | 30-39 | 40-49 | 50-65 | 65-85 | Понад 85 |
| -------- | ----------- | ----- | ----- | ----- | ----- | ----- | ----- | -------- |
| Чоловіки | 2377        | 1126  | 836   | 1219  | 1496  | 1642  | 1182  | 141      |
| Жінки    | 2219        | 1195  | 987   | 1436  | 1619  | 1741  | 1801  | 382      |

За даними перепису населення 2010 року населення округу становило 20 947 осіб. Населення за 10 років зменшилося на 2%.

## Суміжні округи
- Лаундс — північ
- Креншо — схід
- Ковінгтон — південний схід
- Конека — південний захід
- Монро — захід
- Вілкокс — північний захід

## Виноски
1. ↑  U.S. Decennial Census. United States Census Bureau. Архів оригіналу за 26 квітня 2015. Процитовано 22 серпня 2015.
2. ↑  Historical Census Browser. University of Virginia Library. Архів оригіналу за 26 грудня 2013. Процитовано 22 серпня 2015.
3. ↑  Forstall, Richard L., ред. (24 березня 1995). Population of Counties by Decennial Census: 1900 to 1990. United States Census Bureau. Архів оригіналу за 24 вересня 2015. Процитовано 22 серпня 2015.
4. ↑  Census 2000 PHC-T-4. Ranking Tables for Counties: 1990 and 2000 (PDF). United States Census Bureau. 2 квітня 2001. Архів оригіналу (PDF) за 18 грудня 2014. Процитовано 22 серпня 2015.
5. ↑  State & County QuickFacts. United States Census Bureau. Архів оригіналу за 17 травня 2014. Процитовано 15 травня 2014. [Архівовано 2014-05-17 у Wayback Machine.](англ.) Наведено за англійською вікіпедією.
6. ↑  American FactFinder. Бюро перепису населення США. Архів оригіналу за 26 лютого 2012. Процитовано 31 січня 2008. [Архівовано 2008-05-21 у Wayback Machine.]
7. ↑  Батлер на сайті «Open-Public-Records» [Архівовано 17 січня 2012 у Wayback Machine.](англ.)

| США | Це незавершена стаття з географії США. Ви можете допомогти проєкту, виправивши або дописавши її. |